# Aragonská křížová výprava
Aragonská křížová výprava, část větší války zvané Sicilské nešpory, byla vyhlášena papežem Martinem IV. proti aragonskému králi Petru III. Velikému v letech 1284 a 1285. Výprava byla vyhlášena jako reakce na nedávné obsazení Sicílie Petrem III. Papež také oficiálně zbavil Petra vlády nad sicilskými pozemky, které byly součástí papežského léna: Petrův děd a jmenovec Petr II. se vzdal království jako léna svatého stolce. Papež Martin jej propůjčil Karlu I. z Valois, synu francouzského krále.

## Průběh

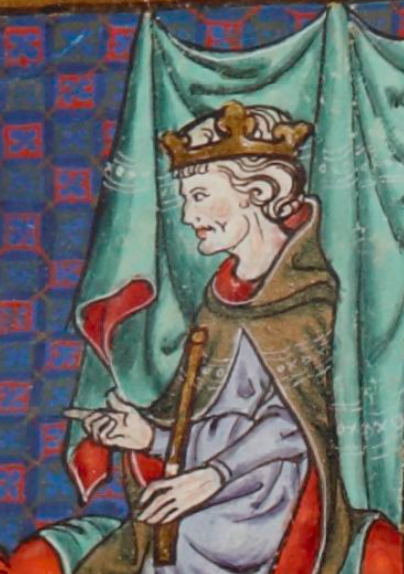
Petr III. Aragonský

Poté, co se Petrův mladší bratr Jakub II. Mallorský spojil s Francouzi, se konflikt brzy změnil v občanskou válku. Jakub totiž vládl hrabství roussillonskému, části Katalánska mezi Francií a Aragonskou monarchií. Petr upřel Jakubovi jakožto mladšímu z obou bratří nárok na Roussillonské hrabství. Důsledkem soupeření Petra a Jakuba bylo právě vyhlášení křížové výpravy.
V roce 1284 vstoupily první francouzské armády vedené francouzským králem Filipem III. a Karlem z Valois na území Roussilonského hrabství v počtu 16 000 jezdců, 17 000 mužů s kušemi a 100 000 pěšáků spolu se 100 loděmi ve francouzských jižních přístavech. I přes podporu Jakuba II. povstalo proti Francouzům místní obyvatelstvo. Například město Elne bylo proti dobyvatelům statečně bráněno Bastardem z Roussillonu, nelegitimním synem Nuño Sáncheze, dřívějšího hraběte z Roussillonu. Město bylo poraženo a i přes přítomnost papežských delegátů došlo k vypálení katedrály a masakrům obyvatelstva. Přeživší se podařilo zachránit právě Bastardovi z Roussillonu, který vyjednal konečnou kapitulaci města. Sám pak doprovázel francouzské síly jako vězeň.

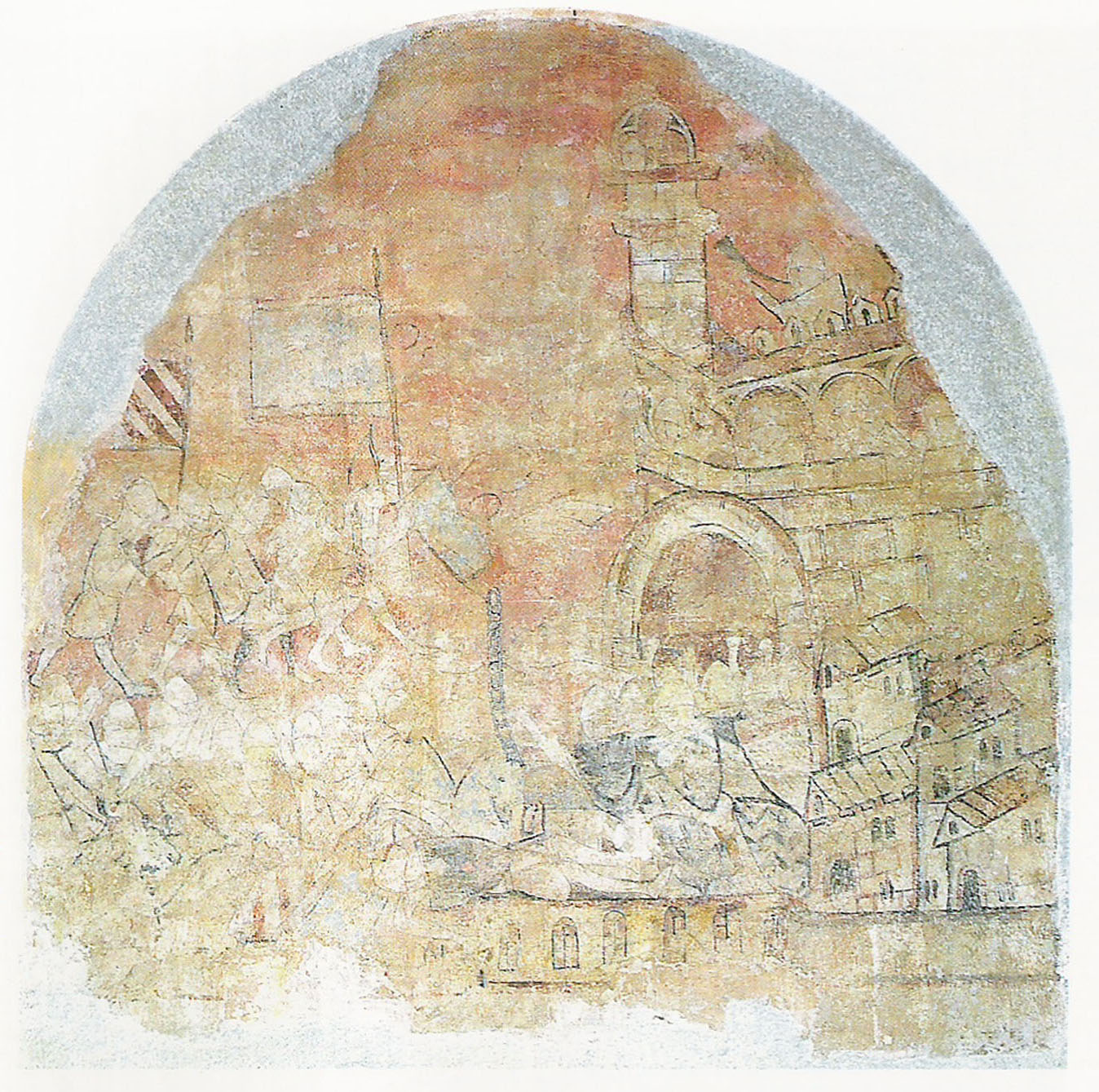
Freska z hradu Cardona zobrazuje obléhání Girony roku 1285, nyní se nachází v Katalánském národním muzeu umění

V roce 1285 Filip III. oblehl město Girona. I přes značný odpor bylo město dobyto a Karel I. z Valois zde byl korunován králem aragonským, ovšem bez jakékoliv opravdové koruny. 28. dubna 1285 kardinál Jean Cholet korunoval Karla I. svým vlastním kardinálským biretem. Od té doby byl Karel I. nazýván „králem klobouku“.
Brzy nato se vývoj války začal obracet proti Francouzům. Francouzská flotila pod vedením admirála Rogera z Laurie byla zničena v bitvě u ostrova Les Formigues. Tábor Francouzů zasáhla epidemie úplavice. Onemocněl i sám král Filip III. Dědic trůnu Filip IV. zahájil jednání s Petrem III. Aragonským a snažil se zajistit královské rodině volný průchod přes Pyreneje. Jednání byla úspěšná a královská rodina se vrátila do Francie. Vojsko Francouzů, na které se dohoda nevztahovala, bylo zdecimováno aragonskými oddíly v bitvě v průsmyku Col de Panissars. Filip III. zemřel v Perpignanu, sídlu Jakuba II. Mallorského. Petr III. Aragonský jej nepřežil o mnoho déle.

## Důsledky

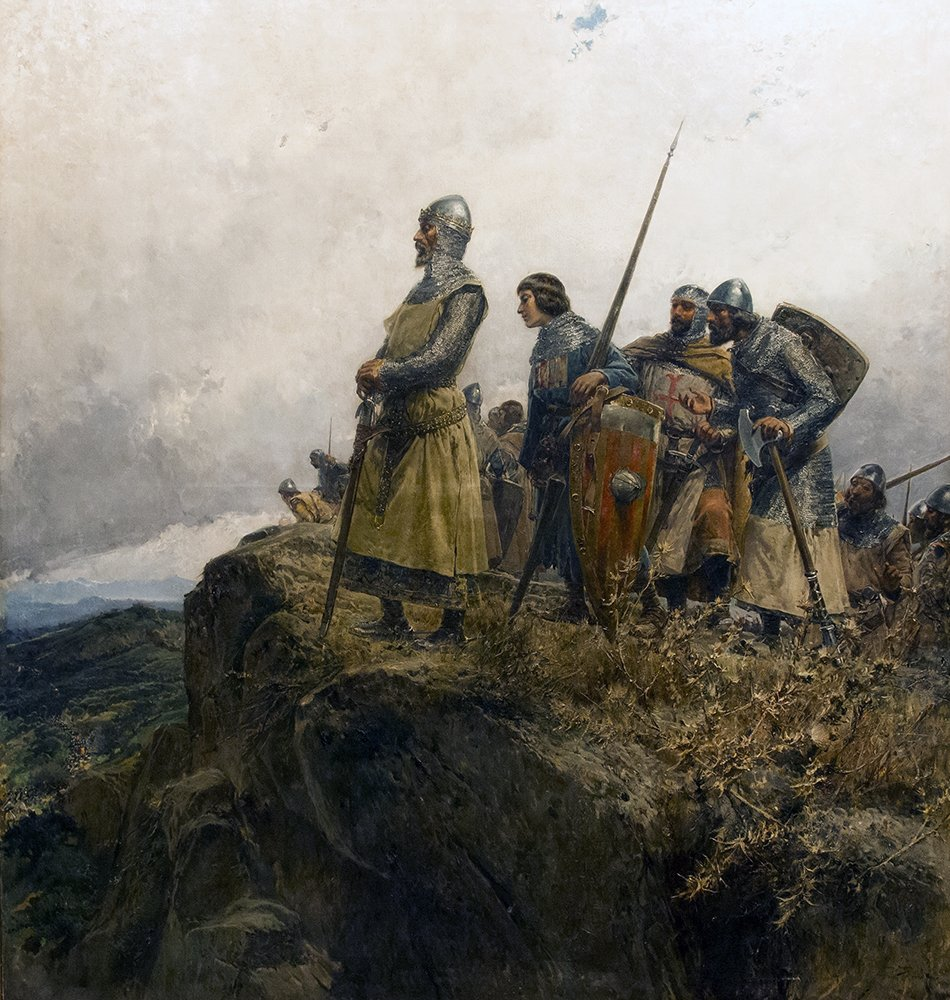
Petr III. během bitvy v průsmyku Col de Panissars, malba Mariano Barbasán Lagueruela (1891)

Historik H. J. Chaytor popisuje Aragonskou křížovou výpravu jako „snad nejvíce nespravedlivý, zbytečný a katastrofální podnik capetovské monarchie“.[zdroj?] W. C. Jordan ji dává za vinu postoji mladého Filipa k papežovu vměšování do francouzské zahraniční politiky. Dopad křížové výpravy na Francii byl mírný, ale Mallorka přišla o svou samostatnost. Petrův syn Alfonso III. anektoval v následujících letech Mallorku, Ibizu a Menorcu. V roce 1295 vrátila smlouva z Agnani ostrovy zpět pod vládu Jakuba II. a smlouva Tarasconská z roku 1291 oficiálně navrátila Aragon do rukou Alfonse III. a zrušila církevní klatbu.